# Eodorcadion oreadis
Eodorcadion oreadis là một loài bọ cánh cứng trong họ Cerambycidae.